# Omolabus laesicollis
Omolabus laesicollis es una especie de coleóptero de la familia Attelabidae.

## Distribución geográfica
Habita en Costa Rica, El Salvador, Guatemala, Honduras, México y Nicaragua.